# Lista monumentelor istorice din județul Buzău - O

Simbol pentru monumentele istorice

Lista monumentelor istorice din județul Buzău - O cuprinde monumentele istorice înscrise în Patrimoniul cultural național al României și aflate în localități ce încep cu litera O din județul Buzău.
Lista completă este menținută și actualizată periodic de către Ministerul Culturii, Cultelor și Patrimoniului Național din România, prin intermediul Institutului Național al Patrimoniului, ultima versiune datând din 2015. Această listă cuprinde și actualizările ulterioare, realizate prin ordin al ministrului culturii.
| Cod LMI                        | Denumire                        | Localitate                          | Localizare                                                       | Datare, Creatori                                                               | Imagine               | Erori             |
| ------------------------------ | ------------------------------- | ----------------------------------- | ---------------------------------------------------------------- | ------------------------------------------------------------------------------ | --------------------- | ----------------- |
| BZ-I-s-B-02256 (RAN: 47541.01) | Necropolă                       | sat Ogrăzile; comuna Merei          | La cca. 1,5 km S de sat, spre DN1B la 200 m de acesta            | sec. III - IV p. Chr., Epoca migrațiilor, Cultura Sântana de Mureș - Cerneahov | Încarcă foto \| video | Raportează eroare |
| BZ-I-s-B-02257 (RAN: 50040.01) | Așezare                         | sat Oreavu; comuna Valea Râmnicului | Pe terasa înaltă a Râmnicului Sărat, în marginea de NE a satului | sec. IV - V p. Chr., Epoca migrațiilor                                         | Încarcă foto \| video | Raportează eroare |
| BZ-II-m-B-02434                | Biserica de lemn „Sf. Gheorghe” | sat Odăile; comuna Odăile           | „La Mănăstire”                                                   | 1826                                                                           | Încarcă foto \| video | Raportează eroare |
| BZ-IV-m-B-02534                | Cruce de piatră                 | sat Ogrăzile; comuna Merei          | La intersecția drumului Atârnați- Merei cu drumul spre Ogrăzile  | 1834                                                                           | Încarcă foto \| video | Raportează eroare |